# Jamey Jasta
Jamey Jasta, född James Vincent Shanahan 7 augusti 1977 i West Haven, Connecticut, är en amerikansk sångare och musiker, huvudsakligen känd som frontman för hardcorepunkbandet Hatebreed och Kingdom of Sorrow.
Jasta är också grundare och ägare av skivbolaget Stillborn Records som organiserar festivalen Stillborn Fest där bolagets artister uppträder.
Utöver sina huvudband har Jasta även släppt musik under namnet Jasta. Debuten med samma namn gavs ut 2011 och innehåller artistsamarbeten med Randy Blythe (Lamb of God), Philip Labonte (All That Remains), Tim Lambesis (As I Lay Dying) och Zakk Wylde (Black Label Society, Ozzy Osbourne).
Jasta har också varit värd för Headbangers Ball på MTV samt podcasten The Jasta Show.

## Diskografi

### Hatebreed
- Satisfaction Is the Death of Desire (1997)
- Perseverance (2002)
- The Rise of Brutality (2003)
- Supremacy (2006)
- For the Lions (2009)
- Hatebreed (2009)
- The Divinity of Purpose (2013)
- The Concrete Confessional (2016)
- Weight of the False Self (2020)

### Kingdom of Sorrow
- Kingdom of Sorrow (2008)
- Behind the Blackest Tears (2010)

### Icepick
- Violent Epiphany (2006)

### Jasta
- Jasta (2011)
- The Lost Chapters (2017)
- The Lost Chapters, Volume 2 (2019)
- ...And Jasta For All (2024)